# Mae Hong Son
Mae Hong Son (in thailandese แม่ฮ่องสอน) è una città minore (thesaban mueang) della Thailandia. Il territorio comunale è compreso nel Sottodistretto Chon Kham, facente parte del Distretto di Mueang Mae Hong Son, che è capoluogo della Provincia di Mae Hong Son, nel gruppo regionale della Thailandia del Nord.

## Geografia fisica

### Territorio
La città si trova a 400 metri di altitudine ed è bagnata dal fiume Pai, in una valle circondata dai Monti Shan, le cui vette in questa zona raggiungono i 1500 metri. Il Pai è un affluente di sinistra del Saluen, che getta le sue acque nel Golfo di Martaban, parte del Mare delle Andamane. La frontiera birmana si trova a pochi chilometri. La città è raggiungibile da Chiang Mai da due strade diverse, che formano un anello stradale percorso da molti turisti in auto o in moto.

### Clima
Durante la stagione fresca, che va da novembre ad aprile, vi sono giornate calde e notti in cui la temperatura scende sensibilmente. La successiva stagione secca va da aprile a giugno, il caldo eccessivo che la caratterizza si accompagna spesso al fumo dovuto alla pratica del debbio con cui gli agricoltori dei dintorni preparano i campi per la semina. Durante la stagione delle piogge, le eccessive precipitazioni rendono difficoltosi gli spostamenti fuori dalle poche strade asfaltate.

## Storia
In passato, l'area dove sorge Mae Hong Son faceva parte del Regno Lanna, era isolata dalla capitale Chiang Mai e i pochi e sperduti villaggi erano popolati principalmente da membri dell'etnia shan. Nel 1831, il re di Chiang Mai inviò una spedizione per catturare elefanti in tale zona e ammaestrarli. A tale scopo fu scelto lungo il fiume Pai un sito che fu il primo nucleo di Mae Hong Son, che significa "villaggio con un recinto per elefanti". Il villaggio si popolò sensibilmente dopo che nel 1856 vi si rifugiarono birmani e altri shan scampati a una guerra civile scoppiata oltre la frontiera birmana. Nel 1874, il re di Chiang Mai promosse Mae Hong Son a municipalità e mandò lo shan Chan Kalae a governarla con il titolo reale di Phya Singhanat Racha e il villaggio si sviluppò ulteriormente.
Nel 1900, re Rama V del Siam fece di Mae Hong Son il capoluogo della nuova Provincia del Nordovest, formata anche dai territori di Khun Yuam, Pai e Mae Sariang. Nel 1933 fu creata la Provincia di Mae Hong Son, pienamente integrata nel resto del Paese. Le continue migrazioni degli shan hanno avuto riflessi sull'architettura della città e sull'abbigliamento dei suoi abitanti, i quali sono in gran parte shan che hanno portato con sé anche altri aspetti della propria cultura.

## Economia
Dato il relativo isolamento dell'area in cui si trova Mae Hong Son e la vicinanza con la Birmania, buona parte dell'economia si basa sul contrabbando. Nel mercato cittadino si scambiano prodotti thailandesi con quelli del vicino Stato Shan, dal quale arrivano soprattutto capi di bestiame. I ribelli shan, che lottano contro il governo centrale birmano, controllano buona parte di tali scambi e trasportano le merci attraverso la frontiera.
La città è anche diventata un importante punto di passaggio per molti turisti, soprattutto quelli che esplorano le bellezze naturali e i villaggi delle varie minoranze etniche presenti nella provincia, nonché gli amanti del trekking. Un'altra attrazione turistica è rappresentata dall'atmosfera cittadina meno congestionata e più rilassata rispetto a quella di altre città del Paese.